# Grško-perzijske vojne
Grško-perzijske vojne (tudi perzijske vojne) so potekale med grškimi polisi in Perzijo. Povod zanje je bil jonski upor (500/499—494 pr. n. št.), neuspešna vstaja grških polisov v Mali Aziji proti perzijski nadoblasti. Perzijski kralj Darej I. Veliki je napad na matično Grčijo opravičil s pomočjo, ki so jo upornikom nudile tamkajšnje polis. Perzijci so pod poveljnikom Mardonijem v Grčijo poslali dve vojaški odpravi. Leta 490 pr. n. št. so prvo na Maratonskem polju porazile Atene. Leta 481 pr. n. št. se je večina grških polis povezala v Helensko zvezo. Najmočnejši med njimi sta bili Atene, ki so se na nov napad pripravile z izgradnjo ladjevja, in pa kopenska velesila Šparta. Novi perzijski kralj Kserks I. je v Grčijo poslal drugo vojaško odpravo, ki so jo Grki odločilno porazili na morju pri Salamini (480 pr. n. št.) in na kopnem pri Platajah (479 pr. n. št.). Čeprav je bil s tem glavni del spopadov zaključen, so se vojne uradno končale šele petdeset let po izbruhu (449 pr. n. št.).

## Vzroki
Glavni vzrok  za grško-perzijske vojne so bila perzijska osvajalna prizadevanja in ker grški polisi niso plačevali davkov. Grčija in Perzija  sta se spopadli za Sredozemlje kot gospodarsko območje. S prodiranjem Perzijcev proti Sredozemlju so bili  gospodarsko in politično ogroženi jonski in matični Grki. Spopad se je začel takoj, ko se je Perzija pojavila na vzhodni obali Sredozemlja. Vzroki za te vojne so bili gospodarski, družbeni in politični.

## Grško-perzijske vojne

### Jonski upor (500–494 pr. n. št.)
Maloazijske Grke z Miletom na čelu so si podjarmili Perzijci in zahtevali od njih davke in opravljanje vojaške službe. Domača aristokracija, tirani, se je podredila osvajalcu in dušila svoje ljudstvo. Jonci so bili vedno bolj nezadovoljni. Nazadnje so se Perzijcem uprli, da bi si povrnili svojo nekdanjo neodvisnost. Poveljnik upornikov je bil Aristagora, miletski tiran. Za pomoč je prosil tudi Grke v matični deželi. Špartanski kralj Kleomen mu jo je odbil, češ da je Mala Azija predaleč. Atene, ki so si vedno želele svobodno trgovanje na vzhodu, in miletska zaveznica Eretrija na Evboji so upor podprle z ladjevjem. Kakor pripoveduje Herodot, je Hekataj posvaril Jonce pred močnim perzijskim kraljestvom in jim na zemljevidu sveta pokazal, kako velika je perzijska država. Jonci ga niso poslušali in so se v boj podali brez strateškega načrta.
Uporniki so zavzeli Sarde, vendar brez trdnjave, ki jo je branil satrap Artafern. Mesto so požgali. Pred bližajočo perzijsko vojsko so se umaknili v Efez. Perzijci so prišli za njimi in jih porazili. Na morju so Jonci pri Salamini na Cipru premagali feničanske bojne ladje, ki so se borile na perzijski strani. Kmalu je zavezništvo upornikov razpadlo. Atenci ter prebivalci Samosa in Iosa so odpoklicali svoje bojne ladje. Jonski upor v Kariji je propadel. Perzijci so leta 497 pr. n. št. zavzeli Ciper in mesta ob Dardanelah. Oblegali so Milet. Aristagora je pobegnil v Trakijo in tam leto dni kasneje padel v boju zoper Edone. Perzijsko ladjevje je v odločilni pomorski bitki pri otoku Lade v bližini Mileta premagalo ladjevje združenih Grkov. Leta 493 pr. n. št. so Perzijci zasedli Milet, središče jonskega upora. Mesto so požgali, prebivalce pa preselili k Tigrisu. Strli so še zadnji odpor in na zahodu Male Azije spet vzpostavili perzijsko vladavino.

### Maratonsko polje (490–480 pr. n. št.)
Po že prej določenem načrtu so se Perzijci pripravili, da napadejo bogata trgovska mesta v celinski Grčiji, seveda s pretvezo, da se maščujejo pomagačem jonskih upornikov. Veliki perzijski imperij je namreč za namakanje in svoj vladajoči razred potreboval veliko sužnjev, ki jih je lahko dala le osvajalna vojna. Nasprotnika sta se prvič v večjem obsegu pomerila na Maratonskem polju, to je na vzhodni atiški strani. Atenci so imeli pripravljeno le majhno vojsko, od drugod pa so priskočili na pomoč le Platejci. 10.000 vojakov se je moralo spopasti s številčno močnejšimi perzijskimi četami. Miltiad je v atenski ljudski skupščini oznanil, da bo z vojsko zapustil varne atenske zidove in že pri Maratonu ustavil Perzijce na poti v Atene. Perzijci so s premočjo napadli atensko taborišče na severovzhodnih pobočjih.  Hoplitska falanga se je v strnjenih vrstah pognala skozi točo perzijskih puščic in potisnila glavnino Perzijcev nazaj; hkrati sta z obeh strani pritisnili grški krili in potolkli zbeganega sovražnika. Perzijci so se vkrcali na ladjevje in večji del perzijske vojske se je rešil. Miltiad je s svojo vojsko pohitel nazaj branit Atene. Darej se je moral odreči poskusu, da bi zavzel Atene z morske strani. Perzijska odprava se je leta 490 pr. n. št. vrnila v Azijo. Vest o zmagi Grkov je sel Fidipid ponesel v 42 km oddaljene Atene, tekel je tako hitro, da je na koncu samo izrekel vest o zmagi in se zgrudil mrtev.

### Velika perzijska vojna (480–477 pr. n. št.)
Čeprav bitka pri Maratonu ni prinesla odločitve v boju med Perzijci in Grki, je prva grška zmaga nad dotlej neporaženimi Perzijci dala Atencem krila. Po zmagi pri Maratonu so se Atene začele razvijati v politično velesilo Helade. V naslednjih desetih letih sta se nasprotni sili pripravljali, da bi druga drugo porazili. V Atenah niso bili enotnega mišljenja, kako se naj  postavijo sovražniku po robu, ali na kopnem ali na morju. Zato sta v mestu nastali dve stranki, kopenska in pomorska. Voditelj prve je menil, da je že maratonska bitka pokazala, kolikšno vrednost ima atiška pehota, zato naj se število hoplitov poveča. V drugi stranki so menili, da je le močna mornarica učinkovito orožje proti perzijski napadalnosti. Zmagala je pomorska stranka. Do leta 480 pr. n. št. so zgradili 200 trier (troveslač).  Za veslače so postavili dotedanje lahko oborožene kopenske vojake. Seveda Grki niso smeli podcenjevati bojišča na kopnem, kajti perzijski kralj Kserks, Darejev naslednik, je nameraval napasti Helene s kopnega in z morja. Z velikansko vojsko je po mostu z ladjami prekoračil Helespont in šel skozi premagano Trakijo in Makedonijo, da bi s severa vdrl v Grčijo. Ob obali je kopensko vojsko spremljalo ladjevje. Še preden so Perzijci prišli na grška tla, je Temistokles, atenski vladar, sklenil vojaško zvezo z okoli 30 grškimi  državicami. Žal se je tedaj, ko je bila nevarnost največja, mnogo polisov iz strahu pred Perzijci izognilo boju.

#### Termopile (479 pr. n. št.)
Atencem so ostali zvesti Špartanci, s katerimi so se že prej domenili, da prevzamejo poveljstvo nad obrambo na kopnem. Tako se je tudi zgodilo. Kopenska vojska Špartancev in Atencev se je trdno utrdila v  soteski Termopile. Od treh zaporednih sotesk je špartanski kralj Leonidas s 300 Špartanci, 1000 perioiki, 700 Tespijci, 400 Tebanci in 3500 drugimi zavezniki branil srednjo na najožjem  mestu, med skalnato steno in strmo morsko obalo. Ta ugodni obrambni položaj je branilo še 1000 Fokijcev, kar se imenuje fokijski zid. 270 grških bojnih ladij je pri severozahodnem rtu otoka Evboje pričakalo perzijsko ladjevje in jih napadlo v zalivu  med otokom in celino. Perzijci so peti dan po prihodu pred Termopile napadli utrjeni grški položaj. Dva dni niso imeli nobenega uspeha. Tretji dan pa je izdajalec, domačin Efialt,  pokazal delu perzijskih čet pod poveljstvom Hidarna pot okrog soteske in Perzijci so presenetili nič hudega sluteče Fokijce. Istega dne se je začela pomorska bitka pri Artemiziju.  Da bi vse grške ladje  srečno preplule ozek in nevaren preliv do zahodnega rta Evboje, je špartanski kralj Leonidas zdržal na svojem brezupnem položaju v Termopilah prav do konca. V zadnji minuti je odpustil zavezniške vojake in kril njihov umik s 300 Špartanci in 700 Tespijci. Bojevali so se, dokler niso vsi padli. Grki so njim v čast postavili spomenik. Grško ladjevje je zaprlo prehod med otokoma Argiron in Evbojo in zdržalo hud pritisk perzijskih bojnih ladij. Po padcu Termopil so se grške ladje umaknile skozi Evripski zaliv nazaj v Saronski zaliv. Perzijci so imeli hude izgube, vendar so dosegli svoj cilj.  Osrednja Grčija je odkrita ležala pred njimi. Kserks je s kopensko vojsko vkorakal v srednjo Grčijo in se približal Atiki. Temistokles je izpraznil Atiko in Atene. Prebivalstvo je dal z ladjami prepeljati na Salamino, Ajgino in peloponeško obalo. V Atenah je ostala le majhna posadka, ki naj bi branila atensko Akropolo, utrjeno s šibkim "lesenim zidom".

#### Bitka pri Salamini (480 pr. n. št.)
Temistoklu se je z bojno zvijačo posrečilo pripraviti Perzijce septembra 480 pr. n. št. do tega, da so napadli grško ladjevje v zalivu pri Salamini. V tej morski ožini med otokom Psitalej in gričem Ajgalej, ki je bila za Grke taktično ugodna, se premočno perzijsko ladjevje ni moglo razporediti. Perzijci so hoteli z delom ladij z južne strani obiti Salamino in zapreti morsko ožino med Salamino in Megaro, da bi grškemu ladjevju odrezali umik. Vendar se je Grkom z nenadnim napadanjem posrečilo zgnetene perzijske ladje še bolj stisniti in po 12 urah boja doseči odločilno zmago. Perzijsko ladjevje je imelo velike izgube. Preostale ladje so odjadrale nazaj v Faleron. Kserks je z vojsko odšel v Atene, ne da bi poskusil napasti obrambni položaj v Korintski ožini. Bitka pri Salamini je odločila vojno leta 480 pr. n. št. Perzijski vojskovodja Mardonij je s kopensko vojsko prezimil v Tesaliji, kralj pa se je vrnil v Sarde.
Temiskokles je hotel zmago pri Salamini strateško izkoristiti in z ladjevjem udariti v Helespont. Peloponežani so njegov načrt ubranili. Perzijska kopenska vojska je bila zato še zmeraj nevarna.

#### Plataje (479 pr. n. št.)
Mardonij je spomladi 479 pr. n. št. ponovno vkorakal v Atiko. Prebivalstvo Aten se je ponovno izselilo na Salamino. Perzijci so razdejali Atene huje kakor prejšnje leto. Špartanski kralj Pavzanias je pripeljal peloponeško vojsko in se združil s četami grških zaveznikov. Poleti se je nad Mardonijo odpravila vojska 30.000 mož. Na območju severno od Plataj pri otoku Asopu so se Špartanci spopadli s Perzijci in jih dokončno premagali. Plataje so prinesle preobrat.

#### Mikala (479 pr. n. št.)
Odprava grških ladij v Jonijo je napadla zasidrane perzijske ladje in jih zažgala.  Vsa jonska mesta so odrekla pokorščino Perzijcem in izgnala tirane. Atene so z nekaterimi obalnimi in otoškimi mesti v Joniji sklenile zavezo zoper Perzijce, ta zavezništva so postala temelj prve atiške pomorske zveze.

### Pomen grške zmage
Grški vojaki so se borili za osebno svobodo in politični red, ki je bil naprednejši od perzijskega. To jim je dajalo moč in voljo, zato so bili v psihološki prednosti. Grška vojska je bila bolj homogena in opremljena, nasprotno pa je bila perzijska vojska sestavljena iz najrazličnejših podjarmljenih narodov in slabše opremljena. Grki so bili oboroženi s ščiti, meči in dolgimi sulicami in tako so bili v prednosti pred perzijskimi vojaki, ki so bili oboroženi z loki in krajšimi sulicami. Grki so imeli tudi boljše poveljevanje, tehnično so bili bolje podkovani in tudi ozemlje so natančneje poznali. Vse to je odločilo v prid Grkom, ki so s to zmago okrepili sanje o svobodi in spoznanje, da tudi nižji sloji lahko soupravljajo državo.